# Eden (film 2001)
Eden è un film del 2001 diretto da Amos Gitai.